# Teaktræ-slægten
Teaktræ (Tectona) (af malajisk tēkku) kaldes også jati. Det er en slægt, der er udbredt med tre arter i monsunskovene i Sydøstasien. De store, løvfældende træer har vejrbestandigt, olieholdigt ved. 
| Arter |

- Teaktræ (Tectona grandis).
- Tectona hamiltoniana – Dahat teak, som er naturligt hjemmehørende (endemisk) og udryddelsestruet i Burma.
- Tectona philippinensis – Filippinsk teak, som er endemisk og udryddelsestruet på Filippinerne.